# Priča o Genjiju
Priča o Genjiju (izvorno "Genji monogatari") jedan je od prvih japanskih i svjetskih romana. Autorica je japanska dvorska dama Murasaki Šikibu. Roman je napisan u vremenu između o. 1000. i 1008. godine. 
Smatra se jednim od prvih romana i među jednim od prvih modernih i psiholoških romana u povijesti književnosti. Ima mnoga obilježja modernog romana: glavnog lika i velik broj ostalih likova, dobru karakterizaciju svih važnih likova. Događaji se odvijaju tijekom života glavnog lika i nakon njegove smrti. Nema fabule, nego se kao u stvarnom životu, događaji spontano događaju. Gotovo nijedan lik nema osobno ime, nego su im imena ovisno o zanimanju, funkciji i sl. (npr. ministar, ekselencija). Imenovanje se smatralo nepristojnim u to vrijeme. Jasunari Kavabata, prvi japanski dobitnik Nobelove nagrade za književnost, u govoru na dodjeli nagrade izjavio je, da je "priča o Genjiju" vrh japanske književnosti i da ga nijedno djelo još nije nadmašilo. Knjiga je obavezna literatura u japanskim školama.

## Sadržaj
U romanu su opisani život i ljubavne zgode izmišljenog princa Genjija (Gendžija). Prikazuje se život japanskog plemstva. Genji je drugi sin japanskog cara, počeo je karijeru kao carski činovnik u tada glavnom gradu Kyotu. Stekao je odlično obrazovanje i živio je lagodnim životom. Odlikovao se ljepotom i šarmom. Imao je nekoliko žena i ljubavnica, koje su mu rodile djecu. Većina tih žena završile su kao budističke redovnice prije ili nakon Genjijeve smrti. Tada su žene živjele odvojeno od muževa i malo su vremena provodile s njima. Jedan od njegovih sinova postao je japanski car. Likovi su ranjivi s ljudskim vrlinama i manama. Među glavnim temama romana su: ljubav, bol, ljepota i prolaznost. 